# Liste des objets de l'Index Catalogue
Les objets présents dans les différents Index Catalogues sont des objets absents du NGC, et le complètent.

## Liste partielle
- IC 10 - une galaxie particulière dans la constellation de Cassiopée.
- IC 59 - une nébuleuse en émission dans la constellation de Cassiopée.
- IC 63 - une nébuleuse en émission dans la constellation de Cassiopée.
- IC 289 - une nébuleuse planétaire dans la constellation de Cassiopée.
- IC 298 - Deux galaxies en interaction dans la constellation de la Baleine.
- IC 342 - une galaxie spirale barrée dans la constellation de la Girafe.
- IC 353 - une nébuleuse par réflexion dans la constellation du Taureau.
- IC 405 - une nébuleuse en émission et une nébuleuse par réflexion, la Nébuleuse de l'Étoile flamboyante dans la constellation du Cocher.
- IC 410 - un amas ouvert dans la constellation du Cocher.
- IC 418 - une nébuleuse planétaire dans la constellation du Lièvre.
- IC 434 - un nébuleuse en émission dans la constellation d'Orion, devant laquelle se détache la Nébuleuse de la Tête de Cheval.
- IC 443 - une nébuleuse en émission dans la constellation des Gémeaux.
- IC 447 - une nébuleuse par réflexion dans la constellation de la Licorne. Connue aussi sous le nom IC 2169.
- IC 1101 - une galaxie lenticulaire dans la constellation du Serpent
- IC 1275 - une nébuleuse en émission dans la constellation du Sagittaire.
- IC 1283 et IC 1284 - une nébuleuse en émission et une nébuleuse par réflexion dans la constellation du Sagittaire.
- IC 1295 - une nébuleuse planétaire dans la constellation de l'Écu de Sobieski.
- IC 1318 - une nébuleuse en émission dans la constellation du Cygne.
- IC 1396 - une nébuleuse en émission dans la constellation de Céphée.
- IC 1459 - une galaxie elliptique dans la constellation de la Grue.
- IC 1470 - une nébuleuse en émission dans la constellation de Céphée.
- IC 1727 - une galaxie particulière dans la constellation du Triangle.
- IC 1795 - une nébuleuse en émission dans la constellation de Cassiopée.
- IC 1805 - une nébuleuse en émission et un amas ouvert dans la constellation de Cassiopée.
- IC 1848 - une nébuleuse en émission et un amas ouvert dans la constellation de Cassiopée.
- IC 1953 - une galaxie spirale dans la constellation de l'Éridan.
- IC 1954 - une galaxie spirale barrée dans la constellation de l'Horloge.
- IC 2056 - une galaxie spirale barrée particulière, dans la constellation du Réticule.
- IC 2118 - une nébuleuse en émission, la Nébuleuse de la Tête de Sorcière dans la constellation de l'Éridan.
- IC 2120 - une nébuleuse planétaire dans la constellation du Cocher.
- IC 2149 - une nébuleuse planétaire dans la constellation du Cocher.
- IC 2165 - une nébuleuse planétaire dans la constellation du Grand Chien.
- IC 2169 - une nébuleuse par réflexion dans la constellation de la Licorne.
- IC 2177 - un nébuleuse diffuse, la Nébuleuse de la Mouette dans la constellation de la Licorne.
- IC 2391 - un amas ouvert dans la constellation des Voiles.
- IC 2395 - un amas ouvert dans la constellation des Voiles.
- IC 2488 (en) - un amas ouvert dans la constellation des Voiles.
- IC 2497 - une galaxie active dans la constellation du Lion.
- IC 2581 - un amas ouvert dans la constellation de la Carène.
- IC 2714 - un amas ouvert dans la constellation de la Carène.
- IC 2944 - un amas ouvert associé à une nébuleuse en émission situé dans la constellation du Centaure.
- IC 2948 - un amas ouvert dans la constellation du Centaure.
- IC 3253 - une galaxie spirale dans la constellation du Centaure.
- IC 3370 - une galaxie elliptique dans la constellation du Centaure.
- IC 3568 - une nébuleuse planétaire dans la constellation de la Girafe.
- IC 4129 (de) - une galaxie elliptique dans la constellation de la Chevelure de Bérénice.
- IC 4296 - une galaxie elliptique dans la constellation du Centaure.
- IC 4406 - une nébuleuse planétaire dans la constellation du Loup.
- IC 4444 - une galaxie spirale dans la constellation du Loup.
- IC 4499 - un amas globulaire dans la constellation de l'Oiseau de Paradis.
- IC 4529 (be) - une galaxie spirale barrée dans la constellation du Loup.
- IC 4592 - une nébuleuse par réflexion dans la constellation du Scorpion.
- IC 4593 - une nébuleuse planétaire dans la constellation d'Hercule.
- IC 4601 - une nébuleuse par réflexion dans la constellation du Scorpion.
- IC 4604 - une nébuleuse en émission dans la constellation du Serpentaire.
- IC 4606 - une nébuleuse par réflexion dans la constellation du Scorpion.
- IC 4628 - une nébuleuse en émission dans la constellation du Scorpion.
- IC 4651 - un amas ouvert dans la constellation de l'Autel.
- IC 4662 - une galaxie irrégulière dans la constellation du Paon.
- IC 4665 - un amas ouvert dans la constellation du Serpentaire.
- IC 4685 - une nébuleuse par réflexion dans la constellation du Sagittaire.
- IC 4699 - une nébuleuse planétaire dans la constellation du Télescope.
- IC 4725 - M25 - un amas ouvert dans la constellation du Sagittaire.
- IC 4756 - un amas ouvert dans la constellation du Serpentaire.
- IC 4797 - une galaxie elliptique dans la constellation du Télescope.
- IC 4889 - une galaxie elliptique dans la constellation du Télescope.
- IC 5067 et IC 5070 - une nébuleuse en émission dans la constellation du Cygne.
- IC 5146 - une nébuleuse en émission et un amas ouvert dans la constellation du Cygne.
- IC 5152 - une galaxie spirale certaines sources la présente comme une galaxie irrégulière dans la constellation de l'Indien.
- IC 5186 - une galaxie spirale dans la constellation de la Grue.
- IC 5267 - une galaxie spirale dans la constellation de la Grue.
- IC 5273 - une galaxie spirale barrée dans la constellation de la Grue.
- IC 5325 - une galaxie spirale dans la constellation du Phénix.
- IC 5332 - une galaxie spirale dans la constellation du Sculpteur.